# Campillo de Aragón
Campillo de Aragón ist ein nordspanischer Ort und eine Gemeinde (municipio) mit 112 Einwohnern (Stand: 2024) im Westen der Provinz Saragossa und der Autonomen Region Aragonien. Der Ort gehört zur bevölkerungsarmen Serranía Celtibérica.

## Lage und Klima
Campillo de Aragón liegt etwa 130 Kilometer (Luftlinie) südwestlich von Saragossa in einer Höhe von 1055 m. 
Das Klima ist gemäßigt bis warm; der eher spärliche Regen (ca. 442 mm/Jahr) fällt mit Ausnahme der eher trockenen Sommermonate übers Jahr verteilt.

## Bevölkerungsentwicklung
| Jahr      | 1970 | 1981 | 1991 | 2001 | 2011 | 2021 |
| Einwohner | 399  | 229  | 223  | 183  | 151  | 132  |

Die Mechanisierung der Landwirtschaft, die Aufgabe bäuerlicher Kleinbetriebe und der damit verbundene Verlust von Arbeitsplätzen führten seit der Mitte des 20. Jahrhunderts zu einem deutlichen Rückgang der Bevölkerung (Landflucht).

## Sehenswürdigkeiten
- Johannes-der-Täufer-Kirche (Iglesia de San Juan Bautista) auf den Resten der Burg errichtet
- Luzienkapelle

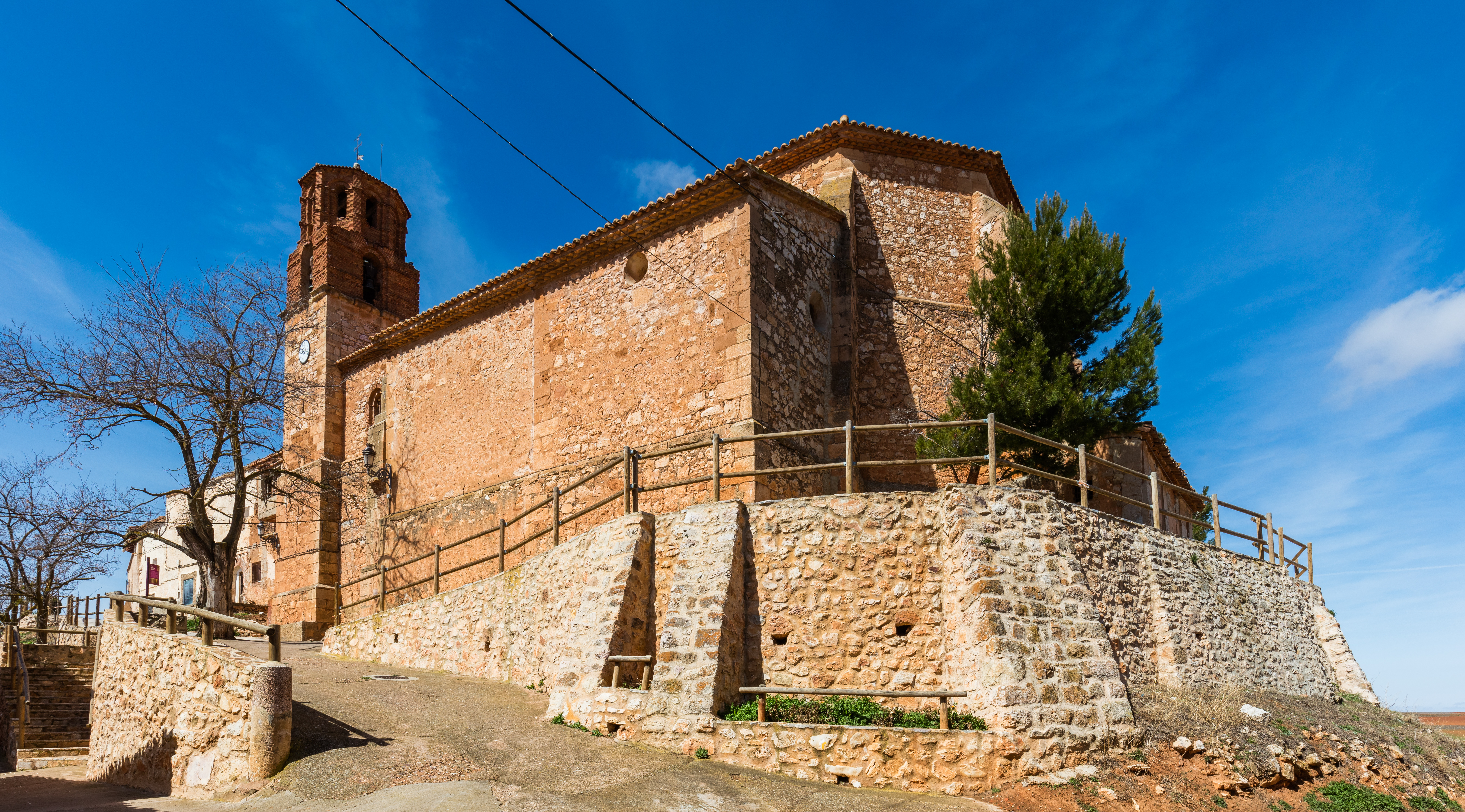
Johannes-der-Täufer-Kirche auf der Burgruine
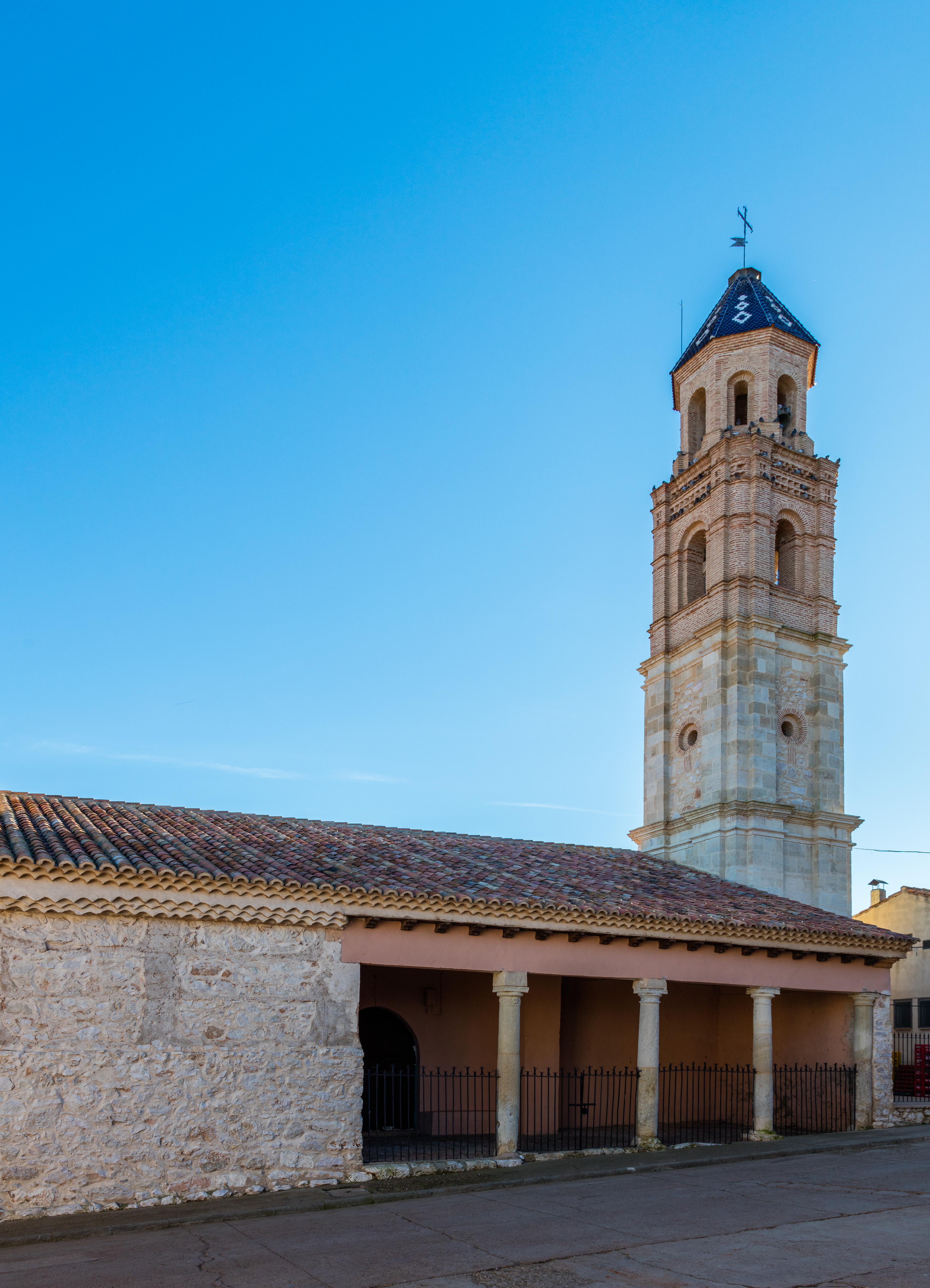
Luzienkapelle